# 中央深化国家监察体制改革试点工作领导小组
中央深化国家监察体制改革试点工作领导小组，是2016年设立的中国共产党中央委员会议事协调机构，负责深化国家监察体制改革的试点工作。

## 沿革
从中国共产党第十八届中央纪律检查委员会第二次全体会议到第五次全体会议，中共中央对腐败形势的总体判断均为“反腐败形势依然严峻复杂”。2016年1月12日至14日，中国共产党第十八届中央纪律检查委员会第六次全体会议在北京举行。会上中央认为“反腐败斗争压倒性态势正在形成”。2016年1月14日，会议通过了《中国共产党第十八届中央纪律检查委员会第六次全体会议公报》，其中提出，“探索党长期执政条件下强化党内监督的有效途径，修订党内监督条例，研究修改行政监察法，使党内监督和国家监察相互配套、相互促进。”这是为总结历史经验特别是中共十八大以来管党治党的新实践，建立覆盖国家机关和公务人员的国家监察体系，从而使党内监督和国家监察相互配套、相互促进。
2016年10月24日至27日在北京召开中国共产党第十八届中央委员会第六次全体会议。2016年11月，中共中央办公厅印发了《关于在北京市、山西省、浙江省开展国家监察体制改革试点方案》，部署在上述3省（市）开展国家监察体制改革试点工作，由省（市）人民代表大会产生省（市）监察委员会，作为行使国家监察职能的专责机关，中国共产党的纪律检查委员会与监察委员会合署办公。该《方案》同时成立中央深化监察体制改革试点工作领导小组，对试点工作进行指导、协调和服务；试点地区中共党组织要对试点工作负总责，成立深化监察体制改革试点工作小组，由省（市）委书记担任组长。
2016年12月25日，第十二届全国人民代表大会常务委员会第二十五次会议表决通过了《全国人民代表大会常务委员会关于在北京市、山西省、浙江省开展国家监察体制改革试点工作的决定》，自2016年12月26日起施行。该《决定》指出，将试点地区人民政府的监察厅（局）、预防腐败局以及人民检察院查处贪污贿赂、失职渎职以及预防职务犯罪等部门的相关职能整合到监察委员会；试点地区监察委员会将按照管理权限，对本地区全体行使公权力的公职人员依法实施监察。
2016年12月28日，中共中央政治局会议召开，听取中央纪律检查委员会2016年工作汇报，研究部署2017年党风廉政建设和反腐败工作。会议认为“反腐败斗争压倒性态势已经形成”。根据此次中共中央政治局会议的决定，中国共产党第十八届中央纪律检查委员会第七次全体会议于2017年1月6日至1月8日召开，中央在此次会议上再次强调“反腐败斗争压倒性态势已经形成”。会议要求2017年“深化国家监察体制改革”，“扎实推进监察体制改革，完善党和国家自我监督”，并要求“中央试点工作领导小组要加强指导、协调和服务，试点地区党委负主责，纪委要抓好组织实施，……成立省市县三级监察委员会”。。
按照计划，中央深化监察体制改革试点工作领导小组的工作将为第十三届全国人民代表大会第一次会议审议通过《中华人民共和国监察法》、设立国家监察委员会、产生国家监察委员会组成人员做好准备。

## 组成人员

### 第二十届中央委员会时期
组长
- 李希（中共中央政治局常委、中央纪委书记）[10][11][12]

副组长
成员
- 劉金國（中共中央書記處書記、中央纪委副书记、國家監察委員會主任）[13]

| 组长 - 王岐山（中央政治局常委、中央纪委书记） 副组长 成员 - 杨晓渡（党组成员、办公室主任，中央纪委副书记兼机关党委书记、中华人民共和国监察部部长） | 组长 - 赵乐际（中央政治局常委、中央纪委书记） 副组长 - 杨晓渡 成员 |

## 办事机构
该领导小组下设中央深化国家监察体制改革试点工作领导小组办公室。
办公室主任
- 杨晓渡（2016年—）[13]

办公室副主任